# Рославець Олена Миколаївна
Оле́на Микола́ївна Росла́вець (7 грудня 1927 — 26 жовтня 2015)  — український мистецтвознавець.
Заступниця директора Київського державного музею західного та східного мистецтва. Авторка альбомів, путівників і каталогів цього музею.
Науково-популярні статті з питань західноєвропейського мистецтва.